# Invidious
Invidious — свободный и открытый легковесный фронтенд для YouTube. Доступен с репозитория на GitHub либо как контейнер Quay.

## Принцип работы
Инстансы Invidious устанавливаются на сторону сервера и работают как неофициальные зеркала YouTube. Invidious использует собственный API вместо официального от YouTube — Invidious Developer API, скрейпящий YouTube для получения видео и соответствующих метаданных. Видео, однако, по-умолчанию всё равно доставляются с серверов Google для уменьшения количества трафика, потребляемого инстансом.
Invidious не следит за пользователями, не включает в себя каких-либо рекомендательных алгоритмов и исключает всю рекламу при просмотре видео.

## История
Первая версия Invidious была выпущена 13 августа 2018 года. 1 августа 2020 года изначальный автор проекта Омар Рот (англ. Omar Roth) заявил о том, что начиная с 1 сентября он больше не будет заниматься разработкой сервиса и что основной инстанс по адресу https://invidio.us/ будет закрыт в тот же день. На момент заявления у инстанса было около 35 000 пользователей.

### Угрозы исчезновения
В июне 2023 года разработчики Invidious получили от YouTube письмо с требованием "прекратить и воздержаться" от дальнейшего предоставления сервиса, заявив как причину нарушение условий использования официального API. Разработчики Invidious возразили, сказав, что не используют официальный API и отказались выполнять требования YouTube.